# Giovanni Zaccaria Campeggi
Giovanni Zaccaria Campeggi, latinizzato come Johannes Zacharias Campegius (Mantova, 1448 – Mantova, 30 settembre 1511), è stato un giurista italiano.

## Biografia
Nacque nel 1448 a Mantova, da Bartolomeo Campeggi e Paola Cavalcabò; il padre, giurista, era consigliere di Ludovico III Gonzaga e docente all'Università di Bologna.
Giovanni Zaccaria compì i primi studi umanistici a Mantova, per poi trasferirsi a Bologna, dove conseguì il dottorato in diritto civile e poi canonico nel 1473.
Nel 1475, grazie all'appoggio del suocero Tommaso Tebaldi, si trasferì a Pavia, dove occupò una cattedra straordinaria di diritto civile fino al 1483.
Pubblicò a Pavia nel 1477 la sua opera di maggiore rilievo, il trattato De dote. Nel 1483 si trasferì a Padova per occupare la cattedra ordinaria di diritto civile, dove fu avversario di Giasone del Maino e poi di Bartolomeo Socini. Nel 1486 iniziò a insegnare come lettore a Bologna, per essere richiamato a Padova dove rimase fino al 1503. Svolse numerosi incarichi importanti sia nella città patavina sia a Venezia. Tornato a Bologna, accettò una cattedra di minore rilievo per iniziare a occuparsi di politica, incontrando alterne vicende dovute alla mutevole situazione del governo della città. Per tali motivi nel 1511 fu costretto a lasciare Bologna per tornare a Mantova, dove morì lo stesso anno.
Sposato con Dorotea Tebaldi, ebbe cinque figli, tra i quali il cardinale Lorenzo e i vescovi Marco Antonio e Tommaso.

## Opere
- (LA) De dote, Venezia, Andrea Calabrese, 1491.

### Manoscritti
- Lectura ad D. 45.1, 1482, Milano, Biblioteca Ambrosiana, Fondo manoscritti, ms. A 250 inf.